# Leah Edelstein-Keshet
Leah Edelstein-Keshet, früher Leah Keshet, (* in Israel)  ist eine israelisch-kanadische Mathematikerin, die sich mit mathematischer Biologie befasst.
Leah Edelstein-Keshet ist die Tochter eines Mathematikers und einer Biologin. Sie zog mit zwölf Jahren mit ihren Eltern von Israel nach Kanada. Sie studierte Mathematik an der Dalhousie University mit dem Master-Abschluss in Biomathematik und wurde 1982 am Weizmann-Institut bei Lee Segel promoviert ( Modelling Biological Growth with Fungi and Plants as Examples). Für ihre Dissertation legte sie auch Pilzkolonien (Schleimpilzen) an zum Vergleich mit den mathematischen Wachstumsmodellen. Sie lehrte als Visiting Assistant Professor an der Brown University und der Duke University, bevor sie 1989 Associate Professor und später Professor an der University of British Columbia wurde.
Sie befasst sich mit mathematischer Biologie (in der sie ein verbreitetes Lehrbuch schrieb), Zellbiologie und Biophysik. Unter anderem untersuchte sie Anordnungen elliptisch geformter Objekte wie der Proteinkörper (Aktin) im Zytoskelett und Schwarmverhalten.
1995 wurde sie Präsidentin der Society for Mathematical Biology. 2003 erhielt sie (als Leah Keshet) den Krieger-Nelson-Preis. 2014 wurde sie Fellow der SIAM. Für 2022 wurde sie für die John von Neumann Lecture ausgewählt, 2023 in die Royal Society of Canada gewählt. Für 2025 wurde Edelstein-Keshet der CRM-Fields-PIMS Prize zugesprochen.
Ein seit 2017 vergebener Preis der Society for Mathematical Biology für Leistungen von Frauen als Nachwuchswissenschaftlerinnen (junior) oder etablierte Wissenschaftlerinnen (senior) ist nach ihr benannt.

## Schriften
- Mathematical Models in Biology, Random House 1988, SIAM Classics in Applied Mathematics 46, SIAM 2005
- mit Lee A. Segel: A Primer on Mathematical Biology, SIAM 2013
- Differential Calculus for the Life Sciences, 2017

Aufsätze (Auswahl):
- mit M. D. Rauscher: The effects of inducible plant defenses on herbivore populations. 1. Mobile herbivores in continuous time, The American Naturalist, Band 133, 1989, S. 787–810
- mit G. B. Ermentrout: Cellular automata approaches to biological modeling, Journal of Theoretical Biology, Band 160, 1993, S. 97–133
- mit A. Mogilner: Spatio-angular order in populations of self-aligning objects: formation of oriented patches, Physica D: Nonlinear Phenomena, Band 89, 1996, S. 346–367
- mit J. K. Parrish: Complexity, pattern, and evolutionary trade-offs in animal aggregation, Science, Band 284, 1999, S. 99–101
- mit A. Mogilner: A non-local model for a swarm, Journal of Mathematical Biology, Band 38, 1999, S. 534–570
- mit A. Mogilner: Regulation of actin dynamics in rapidly moving cells: a quantitative analysis, Biophysical Journal, Band 83, 2002, S. 1237–1258
- mit A. Mogilner, L. Bent, A. Spiros: Mutual interactions, potentials, and individual distance in a social aggregation, Journal of Mathematical Biology, Band 47, 2003, S. 353–389
- mit M. Luca, A. Chavez-Ross, A. Mogilner: Chemotactic signaling, microglia, and Alzheimer’s disease senile plaques: Is there a connection?, Bulleton of Mathematical Biology, Band 65, 2003, S. 693–730
- mit A. Jilkine, A. F. M. Marée: Mathematical model for spatial segregation of the Rho-family GTPases based on inhibitory crosstalk, Bulletin of Mathematical Biology, Band 69, 2007, S. 1943–1978
- mit A. F. M. Marée u. a.: Polarization and movement of keratocytes: a multiscale modelling approach, Bulletin of Mathematical Biology, Band 68, 2006, S. 1169–1211
- mit Y. Mori, A. Jilkine: Wave-pinning and cell polarity from a bistable reaction-diffusion system, Biophysical Journal, Band 94, 2008, S. 3684–3697
- mit R. Lukeman, Y. X. Li: Inferring individual rules from collective behavior, Proc. Nat. Acad. Sci., Band 107, 2010, S. 12576–12580
- mit A. Jilkine: A comparison of mathematical models for polarization of single eukaryotic cells in response to guided cues, PLoS computational biology 7 (4),  2011, e1001121
- mit W. R. Holmes: A comparison of computational models for eukaryotic cell shape and motility, PLoS computational biology, Band 8, 2012, e1002793